# Just Like You (Keyshia Cole)
Just Like You è il secondo album discografico in studio della cantante statunitense Keyshia Cole, pubblicato nel 2007.

## Tracce
1. Let It Go (feat. Missy Elliott & Lil' Kim) – 3:58
2. Didn't I Tell You (feat. Too Short) – 3:51
3. Fallin' Out – 4:27
4. Give Me More – 3:53
5. I Remember – 4:20
6. Shoulda Let You Go (feat. Amina Harris) – 3:40
7. Heaven Sent – 3:52
8. Same Thing (Interlude) – 1:35
9. Got to Get My Heart Back – 4:17
10. Was It Worth It? – 3:36
11. Just Like You – 4:06
12. Losing You (feat. Anthony Hamilton) – 3:49
13. Last Night (feat. Diddy) – 4:15
14. Work It Out – 4:04
15. Let It Go (Remix) (feat. Missy Elliott, Young Dro & T.I.) – 3:40